# Sergio de Lis
Sergio de Lis del Andrés (San Sebastián, 19 maggio 1986) è un ex ciclista su strada spagnolo, professionista dal 2008 al 2010.

## Carriera
Accede al professionismo nel 2008 con il team basco Orbea, passando l'anno successivo all'Euskaltel-Euskadi. Nell'estate del 2010 ha deciso di interrompere la carriera in seguito a problemi familiari.
Non ha mai conseguito successi da professionista.